# Gaslight
Gaslight es una película de suspenso psicológico estadounidense de 1944, dirigida por George Cukor. Está protagonizada por Charles Boyer, Ingrid Bergman, Joseph Cotten, y Angela Lansbury en su debut cinematográfico. Basada en la obra de teatro del mismo nombre, la trama sigue a una joven mujer cuyo marido la manipula lentamente para que crea que está desarrollando un trastorno mental.
Como nueva versión de la película británica del mismo nombre de 1940 dirigida por Thorold Dickinson, tuvo una escala y un presupuesto mayores al de dicha cinta, lo que le dio una sensación diferente al material. Para evitar confusiones con el primer filme, la versión de Cukor se tituló originalmente The Murder in Thornton Square en el Reino Unido. El proyecto presenta numerosas desviaciones de la obra de teatro original, aunque el drama central sigue siendo el de un marido que intenta volver loca a su esposa para distraerla de sus actividades delictivas.
Gaslight fue estrenada en cines el 4 de mayo de 1944, por Metro-Goldwyn-Mayer con gran éxito de crítica, y recibió siete nominaciones en la 17.ª edición de los Premios Óscar, incluyendo mejor película, ganando dos: mejor actriz (para Bergman) y mejor diseño de producción. En 2019, la cinta fue seleccionada para su preservación en Estados Unidos mediante el National Film Registry operado por la Biblioteca del Congreso de Estados Unidos, por ser «cultural, histórica o estéticamente significativa».

## Argumento
En 1875, después de que la famosa cantante de ópera Alice Alquist fuera asesinada en su casa de Londres, su sobrina huérfana Paula es enviada a Italia para seguir sus pasos. Ya adulta, Paula se casa con su acompañante Gregory Anton después de un romance vertiginoso de dos semanas. Acuerdan establecerse en Londres y ocupar la casa que llevaba mucho tiempo vacía de la difunta tía de ella.
Paula lidia con el recuerdo del asesinato de su tía, y Gregory sugiere guardar los muebles de Alice en el ático. Cuando Paula encuentra una carta para su tía de un hombre llamado Sergis Bauer, Gregory reacciona violentamente pero se disculpa. Gregory contrata a una joven criada, Nancy, e insiste en que nunca moleste a su "nerviosa" esposa.
Paula se sorprende cuando Gregory la reprende por su supuesto olvido, pero en una visita a la Torre de Londres, Paula no puede encontrar un broche de reliquia que él le regaló, aunque estaba guardado de forma segura en su bolso. Los ruidos que vienen del ático tapiado la acosan y nota que las luces de gas se atenúan sin razón aparente cuando Gregory no está en casa, lo que él le asegura que es solo su imaginación.

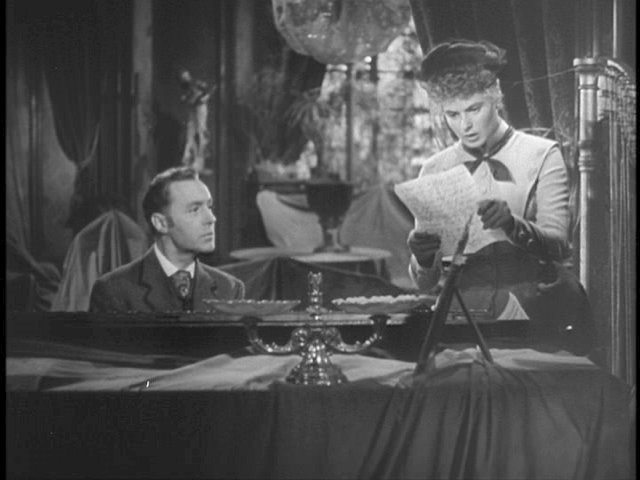
Con Gregory mirando, Paula descubre la carta de Sergis Bauer.

Gregory coquetea con Nancy, cuyo desdén por su esposa solo empeora los nervios de Paula. Su comportamiento ansioso es notado por el inspector Brian Cameron de Scotland Yard, un admirador de la infancia de Alice Alquist. Impresionado por el parecido de Paula con su tía, Cameron intenta reabrir el caso sin resolver y descubre que no se recuperó un obsequio de joyas reales después del asesinato de Alice.
Gregory aísla del mundo a su esposa y la convence de que es una cleptómana, responsable de ocultar un cuadro y que está demasiado enferma para estar en público. Incapaz de impedir que asista a una fiesta organizada por su viejo amigo de la familia, Gregory acusa a Paula de robarle su reloj. Cuando lo "encuentra" en su bolso, Paula se pone histérica frente a los invitados. Al llevar a Paula a casa, Gregory afirma enojado que la madre de Paula murió en un manicomio y que la carta que descubrió de Sergis Bauer nunca existió. Dudando de su propia cordura, Paula se derrumba.
Mientras tanto, Cameron ha reclutado a un patrullero para vigilar a Gregory, quien, según se enteran, visita a menudo una casa abandonada cercana, y está planeando internar a Paula en una institución. Mientras Gregory está fuera, Cameron ofrece su ayuda a Paula, confirmando que los ruidos del ático y las luces de gas parpadeantes son reales. Deduce que Gregory ha estado entrando en su propio ático a través de un tragaluz desde la casa vacía vecina, para buscar entre las pertenencias de Alice. En cada ocasión cuando enciende las luces del ático, se reduce el gas de las luces de la planta baja.
Cameron abre el escritorio de Gregory, y Paula encuentra la carta de Bauer que su marido insistió en que era una ilusión. "Gregory" es en realidad Sergis Bauer, quien asesinó a Alice pero fue interrumpido antes de que pudiera encontrar sus joyas. Su matrimonio con Paula fue un plan para obtener acceso a la casa de su tía, seguido de una astuta estrategia para internar a Paula y así obtener acceso total a la propiedad de Alice.
Al mismo tiempo, Sergis descubre las joyas ocultas a plena vista, cosidas en uno de los famosos disfraces de Alice. Regresa escaleras abajo y encuentra su escritorio sin llave. Paula, mentalmente agotada, admite que recibió la visita de un hombre. Para proteger a Paula, la amable cocinera Elizabeth le asegura a Sergis que esto fue simplemente un producto de su imaginación, lo que lleva a Paula a la desesperación. Cameron aparece y se enfrenta a Sergis, lo persigue hasta el ático, y lo ata a una silla. Pensando que puede controlar a Paula, Sergis pide a Cameron hablar con su esposa a solas.
Finalmente convencida de su propia cordura, Paula se queda sola con Sergis, quien la insta a liberarlo de las cuerdas.  En cambio, Paula se burla de él, preguntándose si el cuchillo que tiene en la mano es una alucinación que no servirá para cortar las cuerdas. También le pregunta a Sergis, de burlas, si existe el broche "perdido" que ella tiene en la mano. Mientras la policía se lleva a Sergis, Cameron expresa interés en volver a ver a Paula.

## Reparto
- Charles Boyer como Gregory Anton

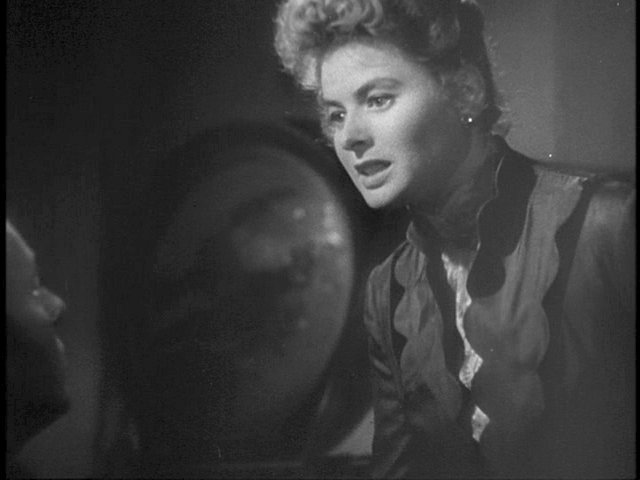
Gregory y Paula en su enfrentamiento final.

- Ingrid Bergman como Paula Alquist Anton
- Joseph Cotten como Brian Cameron
- May Whitty como la señorita Bessie Thwaites
- Angela Lansbury como Nancy Oliver
- Barbara Everest como Elizabeth Tompkins
- Emil Rameau como el maestro Guardi
- Edmund Breon como el general Huddleston
- Halliwell Hobbes como el señor Mufflin
- Tom Stevenson como el agente de Policía Williams
- Heather Thatcher como Lady Mildred Dalroy
- Lawrence Grossmith como Lord Freddie Dalroy

## Recepción

### Premios
- Premio Oscar 1945: a la mejor actriz principal (Ingrid Bergman)
- Premio Oscar 1945: a la mejor dirección de arte (Cedric Gibbons, William Ferrari, Paul Huldschinsky y Edwin B. Willis)
- Premio Globo de Oro 1945: a la mejor actriz - Cine (Ingrid Bergman)